# Helenita Olivares
Maria Helenita Olivares (Cúcuta, 7 gennaio 1925 – Pollença, 7 ottobre 2024) è stata un soprano colombiano.

## Biografia
Nasce a Cúcuta (Colombia) in una famiglia di musicisti.  Da bambina si avvia allo studio della musica interpretando canzoni del repertorio popolare accompagnandosi alla chitarra.
Tra il 1950 e il 1955 studia canto al Conservatorio di Cúcuta e Bogotà.
Nel 1956 ottiene una borsa di studio dal governo colombiano per studiare canto e chitarra classica in Italia. Studia chitarra classica al Conservatorio Santa Cecilia di Roma con il maestro Benedetto di Ponio e annovera tra i suoi compagni di corso musicisti come Oscar Ghiglia.
Nel 1962 si trasferisce a Milano dove continua i suoi studi vocali con il professor Renato Pastorino.
Nel giugno del 1966 vince il primo premio al Concorso internazionale di Voci Verdiane a Busseto, città natale di Giuseppe Verdi, a cui parteciparono 118 concorrenti, la maggior parte italiani.
Nel 1967 a Lecco esordisce interpretando il personaggio di "La Barbona" nell'opera buffa in un atto "Agenzia Matrimoniale" del compositore italiano Roberto Hazon, diretta dal maestro Alberto Zedda. L'opera è registrata e pubblicata in disco lo stesso anno.
Tra il 1968 e il 1969 il Teatro Eliseo di Roma la vede protagonista in "Madame Butterfly" di Giacomo Puccini e "La Traviata" di Giuseppe Verdi.
Al debutto in "La Traviata" assiste lo scrittore Giorgio Soavi, insieme al grande artista Giorgio De Chirico, e così ricorda: "Helenita è molto brava. Il pubblico gode e scrosciano gli applausi. De Chirico è il primo ad applaudire, felice, ad alzarsi in piedi e festeggiarla. (I Protagonisti, Longanesi, 1969)
Il 20 giugno 1969, al Teatro Sociale di Lecco, esordisce come solista, con il bassista americano Therman Bailey, nella cantata teatrale "Anch'io sono l'America" di Mario Nascimbene. La registrazione della cantata è pubblicata a Roma.
Debutta a Heidelberg come soprano nella "Messa de Requiem" di Giuseppe Verdi, accompagnata dal coro e orchestra sinfonica dell'Università; il concerto è replicato nelle città di Monaco e Amburgo, tra le altre.
Al Teatro Puccini di Merano è chiamata a interpretare il ruolo di Cio-Cio-san (Madame Butterfly) sotto la direzione del maestro Giacomo Savini.
A novembre si reca a Bogotà per due concerti d'opera al Teatro Colón con l'Orchestra Sinfonica Colombiana diretta dal maestro Gerhard Rosthein alla presenza del presidente della Colombia Alberto Lleras Camargo.
Nel 1970 è scelta dal maestro Aladar Janes, come solista nella Missa Solemnis di Beethoven e in altre composizioni sacre di Monteverdi, Vivaldi e Galuppi per una tournée in Italia e Austria.
Nello stesso anno esordisce in Cecoslovacchia: clamoroso successo a Praga, esibendosi come solista nel "Te Deum" di Antonín Dvořák con l'Orchestra Sinfonica di Praga e il Coro Filarmonico di Praga e sotto la direzione del maestro Václav Smetáček; la registrazione della composizione viene pubblicata dalla casa discografica Supraphon nel 1971.
Nel teatro dell'Orchestra Filarmonica Slovacca di Bratislava canta la Missa Solemnis di Beethoven sotto la direzione del maestro Ladislav Slovák.
Tra febbraio e aprile 1971 interpreta "Trovatore" e "Aida" al Teatro di Stato di Košice (Cecoslovacchia) insieme al tenore Gaetano Bardini con grande successo di pubblico.
Tale successo si ripete il 15 agosto dello stesso anno all'Arena di Verona, sempre in "Aida", nell'ultima replica stagionale dell'opera, con il grande tenore italiano Carlo Bergonzi (Radames) sotto la direzione di Francesco Molinari Pradelli. Il 29 agosto si esibisce in un recital al "X Festival internacional de Pollensa" accompagnata al pianoforte dal maestro Renato Pastorino.[
Nella stagione estiva a Torino, replica il successo in "Aida", ancora con Carlo Bergonzi, sotto la direzione del maestro Anton Guadagno con i cori e l'orchestra del Teatro Regio.
A settembre è protagonista al "Kursaal" di Merano con il tenore Giuseppe Di Stefano.
Si esibisce al “Teatro Regio” di Torino nel ruolo di “Leonora” nell'opera Trovatore di Giuseppe Verdi.
L'anno 1972 inizia al Teatro Comunale di Trieste con la partecipazione alla prima rappresentazione europea dell'opera teatrale di Giancarlo Menotti "L'Uomo più importante".
Il 24 giugno sposa il pittore italiano Aligi Sassu.
Quella stessa estate è chiamata nuovamente a interpretare il ruolo di "Aida" alle Terme di Caracalla a Roma, con un cast stellare che comprende, tra gli altri, Gianfranco Cecchele e Mario Sereni e, un anno ancora, all'Arena di Verona, sotto la prestigiosa direzione del Maestro svizzero Peter Maag e accompagnato da colleghi prestigiosi quali Richard Tucker e Viorica Cortez.
Sotto la direzione del maestro Ottavio Ziino lavora in varie importanti produzioni nel 1974: in gennaio al Teatro Petruzzelli di Bari con l'opera "Norma" di V. Bellini e in maggio al Teatro Massimo di Palermo, dove esegue la Messa da Requiem di Giuseppe Verdi.
"Maria Helenita Olivares. Arie da opere italiane" è il disco registrato con l'Orchestra Filarmonica di Praga sotto la direzione di Libor Hlaváček e pubblicato dalla casa discografica CBS nel 1975 e registrato l'anno prima a Praga.
Sempre nel 1975 si avvicina al verismo lirico di Pietro Mascagni, del quale affronta pagine poco note se non inedite da opere quali "Parisina", "Nerone", "I Rantzau e "Zanetto"; ne esce un disco edito da CBS registrato in Cecoslovacchia con l'Orchestra Sinfonica di Praga diretta da Gianfranco Rivoli. Nelle note del disco, il critico musicale Rodolfo Celletti definisce l'esecuzione di Maria Helenita Olivares come un "verismo dal volto umano". Una seconda edizione del disco esce nel 1984.
Negli anni successivi si dedica a innumerevoli tournée di recital in Italia, Cecoslovacchia, Germania, Venezuela e Colombia. Nel 1977 spicca un importante concerto sinfonico di musica contemporanea americana con l'Orchestra del Teatro Angelicum di Milano sotto la direzione di Anton Guadagno, dove interpreta "Knoxville. Summer of 1915" di Samuel Barber.
Nel 1979 è chiamata a interpretare nuovamente il ruolo di "Aida" con grande successo di critica e pubblico al Teatro dell'Opera di Gand.
Scopre il repertorio liederistico del compositore maiorchino Miquel Capllonch, nativo di Pollença dove l'artista trascorre dal 1963 lunghi periodi dell'anno insieme al consorte Aligi Sassu. Ne registra un disco di 14 lieder e canzoni insieme alla pianista Rosetta Ely edito nel 1980; il 7 aprile dello stesso anno presenta il frutto di questo lavoro in un recital nel Teatro Principal di Palma de Mallorca, sempre accompagnata da Rosetta Ely.
Nel 1983 realizza una tournée di 53 spettacoli in giro per tutta l'Italia del "Canto General" del poeta cileno Pablo Neruda con musiche di Mikis Theodorakis, scene di Aligi Sassu, regia e recitazione di Edgardo Siroli; anche di questo progetto viene pubblicato un disco dello spettacolo. La tournée si apre il 5 marzo al Teatro Chiabrera di Savona e si conclude alla Piccola Scala di Milano l'11 settembre, giorno del 10º anniversario del colpo di Stato di Pinochet.
A partire dal 1984 si dedica al repertorio popolare dell'America Latina senza mai abbandonare la carriera lirica che la porterà negli anni successivi a numerosissimi recital per il mondo.
Il 10 marzo 1984 chiude il convegno culturale internazionale "Jornadas Latinoamericanas" con un recital di canzoni e poesie di ogni paese latinoamericano, accompagnata dal poeta Rafael Alberti e dal pianista Tommaso Romano presso l'Auditorium di Palma de Mallorca.
È invitata dal presidente della Repubblica colombiana Belisario Betancur a tenere un recital a Palacio Nariño di Bogotà accompagnata dal pianista Tommaso Romano.
Nell'anno 1987, con il concertista italiano Lorenzo Bavaj, porta a compimento alcuni recital di canto e pianoforte solista a Palma de Mallorca (Auditorium) e Mosca.
Nel 1990 incide il suo personale omaggio all'America Latina, in prossimità dei 500 anni della scoperta dell'America, con un disco che mescola canzoni del repertorio popolare latinoamericano, a quello più classico di autori quali Heitor Villa-lobos e Alberto Ginastera con il maestro Tommaso Romano; seguirono recital a Palma de Mallorca (Auditorium), Madrid (Academia de San Fernando) e Bruxelles (Salle gothique de l'Hôtel de ville).